# Chlidanthus boliviensis
Chlidanthus boliviensis är en amaryllisväxtart som beskrevs av Hamilton Paul Traub och Ira Schreiber Nelson. Chlidanthus boliviensis ingår i släktet Chlidanthus och familjen amaryllisväxter.
Artens utbredningsområde är Bolivia. Inga underarter finns listade i Catalogue of Life.